# 1349 (группа)
1349 — блэк-метал-группа из Норвегии. По словам участников группы, название коллектива связано с чумой 1349 года, унёсшей жизни около половины населения Норвегии.

## История
Группа под названием 1349 была образована в 1997 году четырьмя участниками: Ravn — (вокал и ударные), Tjalve (гитара), Seidemann (бас) и Balfori (гитара). В 1998 году группа записывает безымянное демо, после которого из-за личных разногласий из коллектива уходит Balfori. Вскоре на смену ему приходит Archaon. Следующая запись получила название Chaos Preferred. Весной 2000 года группа записывают мини-альбом под одноимённым названием (в записи, по приглашению Ravn, участвовал Frost), который вышел на Holycaust Records.
В 2003 году выходит полноформатный альбом Liberation, записанный в Gordon Studios. Далее последовали концертные выступления на разогреве у Gorgoroth и Cadaver Inc., а также выступление на фестивале Hole in the Sky в Бергене. 24 мая 2005 года вышел третий альбом Hellfire. В 2006 году 1349 гастролировали по США с Celtic Frost. В сентябре 2008 года 1349 гастролировали с Carcass, Suffocation, Aborted и Rotten Sound в рамках тура Exhume to Consume.
В конце 2008 года 1349 записали свой четвёртый альбом Revelations of the Black Flame. Альбом был сведён в январе 2009 совместно с Томасом Габриэлем Фишером и вышел 25 мая того же года. В начале 2010 года группа подписала контракт с Indie Recordings на выпуск своего пятого альбома в Европе, а Prosthetic Records распространяла альбом в Северной Америке. 1349 гастролировали с Cannibal Corpse, Skeletonwitch и Lecherous Nocturne в туре Evisceration Plague в апреле-мае 2010 года. Группа также выступала на фестивалях Wacken Open Air и Summer Breeze Open Air в августе 2010 года.
1349 выпустили свой пятый альбом, Demonoir, 26 апреля 2010 года. В октябре 2013 года группа начала запись своего шестого студийного альбома под названием Massive Cauldron of Chaos. 10 декабря группа объявила, что запись закончена, и альбом был выпущен 29 сентября 2014 года на лейбле Indie Recordings.
В феврале 2017 года было объявлено, что 1349 подписали контракт с Season of Mist и находятся в процессе написания своего седьмого студийного альбома, который должен выйти в 2019 году. Первый сингл «Dødskamp» с ещё пока не названного альбома вышел 14 января 2019 года. 31 июля 2019 года стало известно, что седьмой студийный альбом группы будет называться The Infernal Pathway. Он был выпущен 18 октября 2019 года.

## Дискография

### Полноформатные и мини-альбомы
- 2003 — Liberation
- 2004 — Beyond the Apocalypse
- 2005 — Hellfire
- 2009 — Revelations of the Black Flame
- 2010 — Demonoir
- 2014 — Massive Cauldron of Chaos
- 2019 — The Infernal Pathway
- 2024 — The Wolf & the King

### Демо
- 1998 — Demo 1998
- 1999 — Chaos Preferred

### EP
- 2000 — 1349
- 2019 — Dødskamp

### DVD
- 2011 — Hellvetia Fire – The Official 1349 Bootleg

## Состав

### Нынешние участники
- Улав «Ravn» Бергене — вокал (1997-н. в.), ударные (1997—2000)
- Тур Рисдал «Seidemann» Ставенес — бас-гитара, бэк-вокал (1997-н.в.)
- Идар «Archaon» Бурхейм — гитара, бэк-вокал (1999-н.в.)
- Хьетиль-Видар «Frost» Хараллстад — ударные (2000-н.в.)

### Бывшие участники
- Лаш «Balfori» Лашен — гитара (1997—1998)
- Андре «Tjalve» Квебек — гитара (1997—2006)

### Концертные участники
- Тони Лореано — ударные (2006)
- Мортен «Teloch» Ивешен — гитара (2006—2007)
- Мадс Гулльбеккхей — ударные (2007—2008)
- Тур «Destructhor» Андеш Мюрен — гитара (2008, 2015)
- Тони «Secthdamon» Ингибергссон — гитара, бэк-вокал (2009, 2016-н.в.)
- Йон «The Charn» Райс — ударные (2012)
- Сондре Дрангсланд — ударные (2014—2018)
- Нильс «Dominator» Фьелльстрём — ударные (2018-н.в.)